# Al Jolson
Asa Yoelson (Seredzius (Litouwen), 26 mei 1886 – San Francisco (VS), 23 oktober 1950), beter bekend als Al Jolson, was een populaire zanger en een superster op Broadway, radio en film. Hij was geboren in Seredzius, Litouwen als zoon van een Russische Jood.
In januari 1920 nam Jolson een lied op van de 20-jarige George Gershwin: Swanee. Het werd direct een enorme hit, die componist en zanger grote naamsbekendheid gaf in Amerika en Europa.
Het bekendst is hij door zijn optreden in de film de The Jazz Singer uit 1927. Dit was de eerste film met geluid die een groot commercieel succes had. Zijn carrière op Broadway is ongeëvenaard qua lengte, bijna 30 jaar (van 1911 tot 1940), en populariteit.
Jolie, zoals hij door zijn vrienden genoemd werd, was de eerste entertainer die een miljoen platen verkocht had. Na het verlaten van Broadway richtte Jolson zich op radio-optredens. Deze stonden altijd in de top 10. Jolson maakte een geweldige comeback in de geschiedenis van de showbusiness toen Columbia Pictures in 1946 een biografische film maakte over Jolson, The Jolson Story. In deze film speelde Larry Parks de rol van Jolson. De film was een groot succes (het was de film met de hoogste opbrengst sinds Gone with the Wind) en het leidde ertoe dat een hele nieuwe generatie geboeid werd door de stem en het charisma van Jolson. In 1948 werd Jolson in een opiniepeiling uitgeroepen tot de Populairste mannelijke vocalist.
Hij stierf op 23 oktober 1950 in San Francisco en is begraven op de begraafplaats in het Helling Herdenkingspark in Culver City, Californië. Op de dag dat hij stierf, werden om hem te eren de lichten op Broadway voor 10 minuten uitgeschakeld.

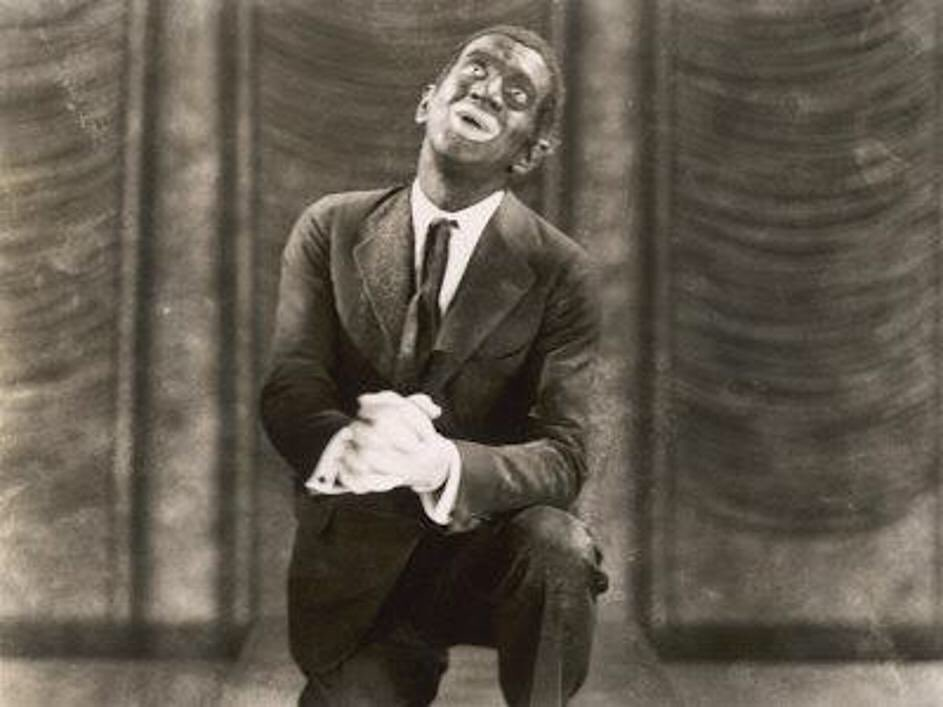
Al Jolson in The Jazz Singer (1927)
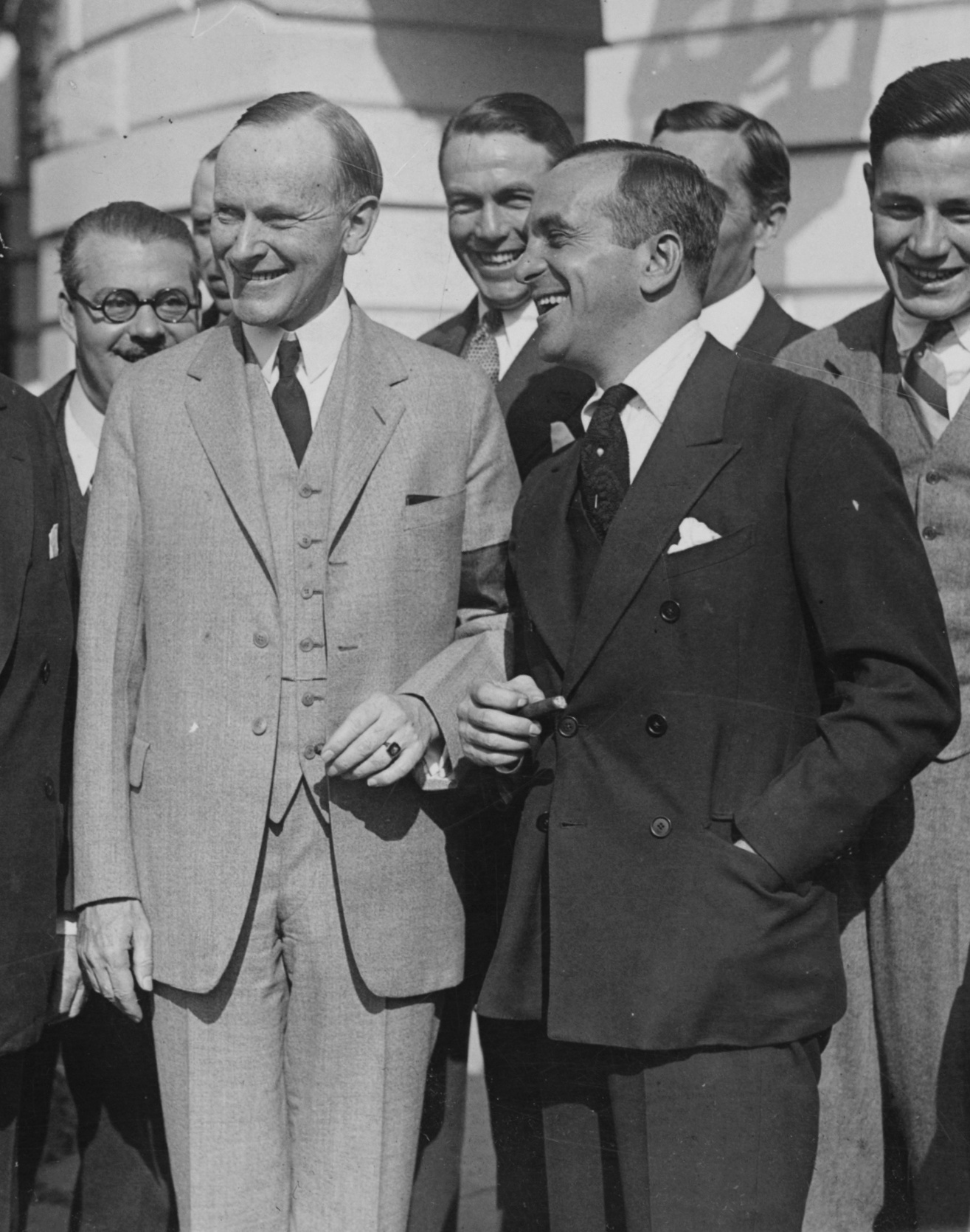
Al Jolson (rechts) met Calvin Coolidge, de 30e president van de Verenigde Staten